# Surdisorex polulus
Surdisorex polulus is een zoogdier uit de familie van de spitsmuizen (Soricidae). De wetenschappelijke naam van de soort werd voor het eerst geldig gepubliceerd door Hollister in 1916.

## Voorkomen
De soort komt voor in Kenia.